# Strangalia melampus
Strangalia melampus är en skalbaggsart som först beskrevs av Bates 1885.  Strangalia melampus ingår i släktet Strangalia och familjen långhorningar.
Artens utbredningsområde är Guatemala. Inga underarter finns listade i Catalogue of Life.